# David Tomlinson
David Cecil MacAlister Tomlinson (Henley-on-Thames, 7 mei 1917 - Westminster (Londen), 24 juni 2000) was een Engelse acteur. Zijn bekendste rol was die van Mr. Banks in Mary Poppins. Tomlinson was ook te zien in Heksen & Bezemstelen als Emelius Browne, in The Love Bug als Peter Thorndyke en andere filmkomedies.

## Biografie
Tomlinson was in het begin van zijn carrière vooral actief in het theater, maar speelde al sinds 1940 ook in films. Zijn eerste grote filmrol was die van Mr. Banks in de Walt Disney-film Mary Poppins uit 1964. Later speelde hij in nog enkele andere films van Disney. Zijn totale filmografie omvat ongeveer 50 titels. In 1980 maakte hij een einde aan zijn loopbaan als acteur om meer tijd met zijn gezin door te brengen. Zijn laatste rol was Sir Roger Avery in The Fiendish Plot of Dr. Fu Manchu, als derde hoofdrol naast Peter Sellers en Helen Mirren.

## Privé
Tomlinson was 47 jaar getrouwd met actrice Audrey Freeman. Samen hebben ze vier zonen: David Jr., William, Henry en James. Hij overleed in 2000 aan een hartaanval in een ziekenhuis.
- Biblioteca Nacional de España: XX1288058
- Bibliothèque nationale de France: cb140290996 (data)
- Gemeinsame Normdatei: 142438200
- International Standard Name Identifier: 0000 0001 0653 428X
- Library of Congress Control Number: n94092892
- MusicBrainz: 6e63f7ac-932f-4ea8-be3c-03e0624b5886
- Nationale Bibliotheek van Tsjechië: xx0177101
- Nationale Bibliotheek van Israël: 987007325759705171
- Système universitaire de documentation: 158938046
- Trove: 1139491
- Virtual International Authority File: 24801185
- WorldCat: E39PBJwMCVBCWRX6BMv46RRqcP